# Masuccio Salernitano
Masuccio Salernitano (ou Masuccio da Salerno), surnom de Tommaso Guardati (vers 1410 Salerne ou Sorrente - vers 1475 Salerne) est un écrivain italien du XVe siècle.

## Biographie
Issu d’une famille noble, Masuccio Salernitano fréquente la cour de Ferdinand Ier d’Aragon à Naples. En 1463, il devient secrétaire du grand amiral et prince de Salerne Roberto Sanseverino.

## Œuvres
Masuccio Salernitano est connu essentiellement comme l’auteur du Novellino, recueil de cinquante nouvelles satiriques et grotesques inspirées du style de Boccace qui fut publié en 1476, après sa mort. Les nouvelles sont divisées en dix séries de cinq, chaque série correspondant à un thème. Toutes les nouvelles sont précédées d'un résumé et d'une dédicace, et suivies d'une morale. L'inspiration des nouvelles est souvent tragique. Pour souligner l'enseignement moral que l'on peut en tirer, Masuccio entrecoupe la narration de commentaires personnels. Composé à une époque où l'hégémonie du latin est encore très forte en Italie, le Novellino est novateur en ce qu'il est rédigé en napolitain. Pour donner plus de dignité littéraire à ce qui est considéré à l'époque comme une « langue vulgaire » parmi d'autres, Masuccio intègre à ses récits de nombreux latinismes, et tente d'imiter le modèle du prestigieux Toscan.
Le Novellino, d’un fort caractère anticlérical, figure dans le premier Index des livres interdits par la Sainte Congrégation de l’Inquisition romaine.
Roméo et Juliette est une tragédie de William Shakespeare qui prend sa source dans un conte écrit par Masuccio Salernitano et repris par Luigi da Porto.